# Heinrich Biberli
Heinrich Biberli (* vor 1374 in Zürich; † zwischen 1422 und 1425 ebenda) war ab 1403 der erste Landvogt der Zürcher Landvogtei Greifensee und bedeutender Amtsträger der Stadt Zürich im frühen 15. Jahrhundert.

## Leben und Werk
Vermutlich war Heinrich Biberli das einzige Kind des Stadtzürcher Ratsherrn Werner Biberli und der Anna Schwend. Zwischen 1399 und 1401 heiratete er Katharina, Tochter von Rudolf Brennschink' Goldschmied und ebenfalls Ratsherr in Zürich. Katharina und Biberli hatten zwei gemeinsame Töchter. Namentlich bekannt ist Anna, die sich mit Peter Kilchmatter verheiratete. Peter war der Sohn von Rudolf II. Kilchmatter («der Jüngere»); in jener Zeit der reichste Bürger der Stadt Zürich, Besitzer der Eisenbergwerke in Flums und Ratsherr der Constaffel von 1393 bis 1413.
1402 erhielt die Stadt Zürich die Herrschaft Greifensee als Pfand, und 1403 wurde Heinrich Biberli vom Grossen Rat der Stadt Zürich zum ersten Landvogt ernannt. Sein Jahreseinkommen soll 50 Pfund – vermutlich gemäss Karolingischen Münzfuss in Silber à 240 Pfennige (Denare) – betragen haben, womit Biberli aber auch drei Knechte (wohl Landsknechte oder Stadtknechte) zu entlohnen hatte. Sein Amtssitz war die Burg Greifensee.
Bereits 1390 und 1411 amtete Heinrich Biberli als Vogt in Opfikon (die Vogtei ging an die Familie seines Schwiegersohns über), 1413/1415 und 1422 Landvogt von Horgen (vermutlich der gleichnamigen Obervogtei) und in Rüschlikon, 1418 von Pfäffikon und Wollerau (vermutlich nur einzelne Höfe in Pfäffikon und Wollerau respektive des heutigen Bezirks Höfe), 1420 von Maschwanden (vermutlich der Obervogtei gleichen Namens).
Des Weiteren bekleidete Biberli weitere Ämter in der Stadt Zürich: 1401 bis 1412 war er Steuereinzieher, 1411 und 1413 bis 1422 Ratsherr der Constaffel, 1415 Säckelmeister und 1416 Sihlwaldmeister. Von 1418 bis 1422 vertrat Heinrich Biberli als Gesandter die Interessen des Standes Zürich und war Schiedsrichter an der eidgenössischen Tagsatzung.